# Gene Deitch

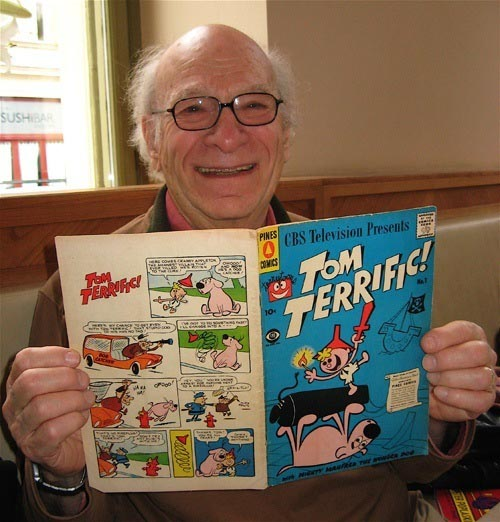
Gene Deitch (2007)

Eugene Merril Deitch (* 8. August 1924 in Chicago; † 16. April 2020 in Prag) war ein amerikanischer Illustrator, Animator und Filmregisseur.

## Leben
Nach seinem Schulabschluss an der Los Angeles High School, begann Deitch 1942 bei der North American Aviation zu arbeiten, wo er Flugzeugpläne zeichnete. Dort lernte er auch seine erste Frau Marie kennen, mit der von 1943 bis 1960 verheiratet war. Ihre Söhne Simon, Seth und Kim Deitch sind ebenfalls Comiczeichner.
Zwischen 1945 und 1951 arbeitete Gene Deitch für das Jazz-Magazin The Record Changer, erst als Grafiker, dann als Art Director. Der New Yorker Produzent William L. Snyder überzeugte Deitch 1959 davon, nach Prag zu gehen, um dort das von Snyder gegründete Zeichentrickstudio künstlerisch zu leiten. Die Erfolgsformel von Snyder, der ein geschickter Geschäftsmann war, war die Produktion von arbeitsaufwendigen Animationsfilmen für den westlichen Markt zu günstigen Tarifen im Ostblock. Das Zeichentrickstudio von Deitch befindet sich nahe der Barrandov-Studios in Prag.
Seit 1959 lebte Deitch nun in Prag, wo er 1964 seine zweite Frau Zdenka Najmanová heiratete, die in den Zeichentrickstudios „Bratři v triku“ arbeitete. In seinen 1997 veröffentlichten Memoiren For the Love of Prague thematisierte Deitch seine Erfahrung als „einziger freier Amerikaner in Prag während 30 Jahren Kommunismus“.
Auch während des Kalten Krieges produzierte Deitch von dort Zeichentrickfilme für in den USA ansässige Firmen wie UPA/Columbia Pictures, Terrytoons/20th Century Fox (Tom Terrific), MGM (Tom and Jerry) und Paramount Pictures (Nudnik). Zusammen mit dem Produzenten William L. Snyder führte er bei der Comic-Fernsehserie Krazy Kat Regie. Der von Snyder produzierte Kurzfilm Munro, bei dem Deitch Regie führte, erhielt 1961 den Oscar in der Kategorie „Bester animierter Kurzfilm“; Self Defense… for Cowards wurde 1963 in derselben Kategorie für einen Oscar nominiert. Im Jahr 1965 folgten zwei weitere Oscar-Nominierungen für Nudnik #2 und How to Avoid Friendship.
Ab 1968 war Deitch der führende Animations-Regisseur für Weston Woods/Scholastic, eine in Connecticut ansässige Produktionsfirma, die hauptsächlich Kinderbücher adaptiert. 1996 zeigte das MoMA in New York eine Retrospektive der acht Kurzfilme von Deitch für die Filmgesellschaft Rembrandt Films. 2003 erhielt er den Annie Award der Organisation ASIFA-Hollywood für sein Lebenswerk.
Deitch starb im April 2020 im Alter von 95 Jahren in Prag.

## Filmografie
- 1958: Sidney’s Family Tree (Regie)
- 1961: Munro (Regie)
- 1961–1962: 13 Tom-und-Jerry-Cartoons (Regie und Drehbücher)
- 1962: Self Defense… for Cowards (Regie)
- 1964: How to Avoid Friendship (Regie und Drehbuch)
- 1965: Nudnik #2 (Regie und Drehbuch)
- 1966: The Hobbit (Regie und Drehbuch)
- 1966: Alice of Wonderland in Paris (Regie)
- 1984–1992: Miffy
- 1985–1986: Die Bluffers (Idee)
- 1992–2002: ToonHeads